# 何塞·蒙特斯
何塞·利诺·蒙特斯·贡戈拉（西班牙語：José Lino Montes Góngora，1989年4月18日—），墨西哥男子举重运动员，2010年泛美举重锦标赛男子56公斤级铜牌得主、2011年泛美运动会男子56公斤级铜牌得主、2014年中美洲及加勒比海运动会男子62公斤级挺举铜牌得主。